# Gonatodes seigliei
Gonatodes seigliei este o specie de șopârle din genul Gonatodes, familia Gekkonidae, descrisă de Donoso-barros 1966. Conform Catalogue of Life specia Gonatodes seigliei nu are subspecii cunoscute.